# Ulanqab
| Mongolische Bezeichnung            | Mongolische Bezeichnung |
| ---------------------------------- | ----------------------- |
| Mongolische Schrift:               | ᠤᠯᠠᠭᠠᠨᠴᠠᠪ ᠬᠣᠲ           |
| Transliteration:                   | ulaɣančab qota          |
| Offizielle Transkription der VRCh: | Ulanqab                 |
| Kyrillische Schrift:               | Улаанцав хот            |
| ISO-Transliteration:               | Ulaancav hot            |
| Transkription:                     | Ulaanzaw chot           |
| Chinesische Bezeichnung            |                         |
| Traditionell:                      | 烏蘭察布市              |
| Vereinfacht:                       | 乌兰察布市              |
| Pinyin:                            | Wūlánchábù Shì          |
| Wade-Giles:                        | Wu-lan-ch’a-pu Shih     |

Ulanqab (Mongolisch für „Roter Pass“) ist eine bezirksfreie Stadt im Zentrum des Autonomen Gebiets Innere Mongolei im Norden der Volksrepublik China. Sie erstreckt sich von 39°37′ bis 43°28′ nördlicher Breite und von 109°16′ bis 114°49′ östlicher Länge. Die Stadt Ulanqab ist am 1. Dezember 2003 aus dem Bund Ulanqab (乌兰察布盟 Wulanchabu Meng) hervorgegangen. Dabei wurde die ehemalige kreisfreie Stadt Jining in den Stadtbezirk Jining umgewandelt.

## Geographie
Das Verwaltungsgebiet der Stadt Ulanqab hat eine Fläche von 54.491 km². Es grenzt im Westen an die Stadt Hohhot, im Norden auf über 100 km Länge an den Staat Mongolei, im Nordosten an den Xilin-Gol-Bund, im Osten an die Provinz Hebei und im Süden an die Provinz Shanxi. Die größte Ost-West-Ausdehnung beträgt etwa 458 km, die größte Nord-Süd-Ausdehnung etwa 442 km. Ende 2019 hatte Ulanqab 2,87 Millionen registrierte Einwohner,
wovon 2,09 Millionen ständig dort lebten, der Rest als Student, Wanderarbeiter etc. an anderen Orten. 1,06 Millionen der ständigen Bevölkerung lebten in der Stadt und in Großgemeinden, 1,03 Millionen waren ländliche Bevölkerung. Mongolen stellten mit 89.600 Personen rund 3,1 % der Gesamtbevölkerung, sie lebten hauptsächlich im Norden von Ulanqab, auf dem Gebiet des Hinteren Qahar-Banners des Rechten Flügels und des Dörbed-Banners, wo sie primär Weidewirtschaft betrieben.

## Geschichte
Am zwei Orten im Kreis Zhuozi, der an den Stadtbezirk Xincheng von Hohhot grenzt, wo im Oktober 1973 die jungpaläolithische Dayao-Kultur entdeckt wurde, wurden Werkstätten für Steinwerkzeuge gefunden. Dort wurden vor etwa 10.000 Jahren Schaber, Äxte und Pfeilspitzen hergestellt, ebenso wie im Hongghor-Sum des Dörbed-Banners. Auf dem Gebiet des Mittleren Qahar-Banners des Rechten Flügels wurden 7000 bis 8000 Jahre alte, epipaläolithische Mikrolithen gefunden, aus denen chinesische Archäologen schließen, dass damals in der Gegend von Ulanqab nicht nur Jäger und Sammler unterwegs waren, sondern Nomaden bereits Viehzucht betrieben. Etwa 5000 bis 5500 Jahre alte Reste neolithischer Dörfer mit jeweils mehr als fünfzig Gebäuden wurden an der Miaozigou-Stätte auf dem Gebiet des Vorderen Qahar-Banners des Rechten Flügels sowie rund um den See Daihai im Kreis Liangcheng gefunden.
Während der Zeit der Streitenden Reiche gehörte das Gebiet des heutigen Ulanqab zum Staat Zhao. Durch das Erstarken der „Ostbarbaren“ (东胡) in der Mandschurei wurde Zhao von Norden bedrängt und begann 306 v. Chr. eine frühe Version der Chinesischen Mauer zu bauen. Diese an der Basis drei Meter dicke, heute noch 1 bis 1,5 m hohe und großenteils in Stampflehm ausgeführte Mauer verläuft nördlich des als „Große Mauer“ bekannten Bauwerks aus der Ming-Dynastie. Im Osten aus Hebei kommend erstreckt sie sich über den Kreis Xinghe, das Gebiet des Vorderen Qahar-Banners des Rechten Flügels und den Kreis Zhuozi quer durch Ulanqab. Südlich der Mauer wurden die Kommandanturen Dai (代郡, Xinghe, Fengzhen), Yanmen (雁门郡, Liangcheng) und Yunzhong (云中郡, Zhuozi) eingerichtet, nördlich der Mauer lag das Weideland der Xiongnu. Nach der Reichseinigung durch Qin Shihuangdi im Jahr 221 v. Chr. wurde die Mauer zur Grenze zwischen Ackerbaukultur im Süden und Weidewirtschaft im Norden.
Das Gebiet der Nördlichen Wei-Dynastie (385–535) erstreckte sich nominell bis an die Grenze der heutigen Volksrepublik China, man musste sich dort jedoch ständig mit der in der heutigen Mongolei ansässigen Rouran-Föderation auseinandersetzen. Daher begann man 423, die alte Mauer auszubauen. Reste der vorgeschobenen Befestigungen finden sich heute noch auf dem Gebiet des Dörbed-Banners und des Mittleren Qahar-Banners des Rechten Flügels. Während der Liao-Dynastie (916–1125) war das heutige Datong in Shanxi die Westliche Hauptstadt (西京) des Kitan-Reichs, Ulanqab gehörte zur Westlichen Hauptstadtprovinz (西京道).
Am 12. Oktober 1981 wurde in einem Gräberfeld auf dem Gebiet des Vorderen Qahar-Banners des Rechten Flügels der gut erhaltene Leichnam einer 1,61 m großen, etwa 25 Jahre alten und zu Lebzeiten rund 60 kg schweren Kitan-Frau aus der Oberschicht ausgegraben.
Die Jin-Dynastie, die 1125 das Kitan Reich zerschlagen hatte, übernahm die Verwaltungsgliederung der Vorgängerdynastie. Im Jahr 1192 ließ Kaiser Wanyan Jing auf dem Gebiet des Dorfes Tuchengzi, 25 km östlich des heutigen Stadtbezirks Jining, die Kreisstadt Jining (集宁县) erbauen. Diese Stadt erreichte im weiteren Verlauf eine beträchtliche Größe, sie erstreckte sich von der heutigen Nationalstraße 110 bis hinunter zum Huangqi-See. Ihren Reichtum verdankte die Stadt ihrer Lage am Yin Shan, einem 1200 km langen, in Ost-West-Richtung verlaufenden Gebirgszug, der die geografische Grenze zwischen den Steppen des Nordens und der Zentralchinesischen Ebene bildet. Jining fungierte als Verkehrsknotenpunkt und Warenumschlagplatz für den Nord-Süd-Handel, außerdem gab es dort leder- und metallverarbeitendes Gewerbe. Dem wurde zu Beginn der Yuan-Dynastie (1279–1368) Rechnung getragen, als der Kreis Jining zur Präfektur (路) hochgestuft und direkt dem Hauptstadtsekretariat (中书省) unterstellt wurde, vergleichbar den heutigen regierungsunmittelbaren Städten wie Shanghai oder Tianjin.
Das offizielle Zahlungsmittel in der Yuan-Dynastie war Papiergeld, die Präfektur Jining prägte jedoch eigene Münzen, außerdem wurden bei Ausgrabungen in den Überresten der yuanzeitlichen Stadt große Mengen von älteren Münzen aus der Song-, Jin-, Tang- und Han-Dynastie gefunden.
Parallel zu diesem städtischen Milieu gab es die sogenannte „Qahar-Kultur“. Das mongolische  Wort „Qahar“ (ᠴᠠᠬᠠᠷ) bedeutet an sich „nah“ und war die Bezeichnung für die Leibwache Dschingis Khans. Diese 1189 aufgestellte Einheit bestand ursprünglich aus guten Freunden und Kampfgefährten Temüdschins. Nach der Reichsgründung 1206 und seiner Ernennung zum Großkhan der Mongolen wurde sie mit stammesübergreifend ausgewählten Offizierssöhnen zu einer Leibdivision von 10.000 Mann ausgebaut, dem sogenannten „Kešig“ (ᠬᠡᠰᠢᠻ). Während der Yuan-Dynastie fungierte die Leibdivision als Palastwache in Peking und war für die Sicherheit des Kaisers verantwortlich. Als 1351 der Aufstand der Roten Turbane ausbrach und sich rasch über ganz China ausbreitete, stockte die Warenversorgung aus dem Landesinneren und Jining versank in Bedeutungslosigkeit. 1368 stürzte schließlich Zhu Yuanzhang die Yuan-Dynastie, der letzte Kaiser, Toghan Timur, zog sich nach Norden zurück. Das Herrscherhaus wurde nun „Nördliche Yuan“ genannt, die Qahar-Division unterstand weiterhin dem Großkhan persönlich. Ab den 1430er Jahren wurden die Qahar, auch „Chahar“ geschrieben, als eigener Stamm betrachtet, neben den 10.000 Mann in der Division bzw. Tümen (ᠲᠦᠮᠡᠨ) betrieb der Großteil Weidewirtschaft. Da die Mitglieder des Stammes aber nicht blutsverwandt waren, sondern durch ihren Beruf als Soldaten zusammengehalten wurden, entwickelten sie eine eigenständige Kultur. Ihr Dialekt, wie er in Ulanqab gesprochen wird, ist heute in der Volksrepublik China die Aussprachenorm des Mongolischen.
In der jüngeren Geschichte Chinas gab es drei große, durch ökonomischen Druck ausgelöste Migrationswellen: die Auswanderung nach Taiwan und Südostasien ab 1600 (下南洋), die Erstürmung der Mandschurei ab 1850 (闯关东) und der Marsch über den Westpass ab 1700 (走西口). Besagter Westpass ist der Shahukou (杀虎口, „Tigertötungspass“) 30 km südwestlich von Liangcheng, über den heute die Staatsstraße S24 führt. Der Nordwesten von Shanxi war wiederholt von Dürrekatastrophen betroffen, und über die Jahre strömten Hunderttausende von Binnenflüchtlingen über den Westpass nach Ulanqab. Diese Han-Chinesen brachten ihre eigene, vom Ackerbau geprägte Kultur mit. Grasland wurde in Ackerland umgewandelt, was zu Konflikten mit der örtlichen Bevölkerung führte. Ab 1741 wurde dies im Interesse einer Befriedung der Grenzregion von der Zentralregierung bewusst gefördert, indem den Siedlern Land geschenkt wurde. So wurden zum Beispiel in den Jahren 1806 und 1809 insgesamt mehr als 7300 ha Land an Migranten vergeben. Dazu kam noch, dass Landwirte aus dem Norden von Shanxi und Shaanxi häufig im Frühjahr nach Ulanqab kamen, dort irgendwo Getreide anbauten und im Herbst mit der Ernte in ihre Heimat zurückkehrten. Zwischen 1892 und 1902 wurden allein auf dem Gebiet der Qahar-Banner des Rechten Flügels mehr als 20.200 ha Weideland in Ackerland umgewandelt.
1919 wurde an der im Entstehen begriffenen Bahnstrecke Peking–Baotou der Bahnhof Jining (heute Jining-Süd) gebaut, wodurch die ökonomische – und auch militärische – Bedeutung Ulanqabs wieder zunahm. Während des Chinesischen Bürgerkriegs gab es dort im Januar und im September 1946 sowie im September 1948 drei große Schlachten.
Am 19. September 1949 übergab die Kuomintang die damalige Provinz Suiyuan (绥远省, der mittlere Teil der Inneren Mongolei) kampflos an die Rote Armee, und am 1. April 1950 wurde die Autonome Volksregierung des Ulanqab-Bunds (乌兰察布盟人民自治政府) eingerichtet, mit Sitz in Ulanhuvar, der Hauptstadt des Dörbed-Banners. Es folgten zahlreiche Gebietsreformen. So wurde unter anderem am 5. März 1954 Suiyuan mit der Inneren Mongolei im Osten vereinigt, am 2. April 1958 wurde die Hauptstadt des Ulanqab-Bunds nach Jining verlegt, und am 1. Dezember 2003 wurde der Bund in eine bezirksfreie Stadt umgewandelt.

## Administrative Gliederung

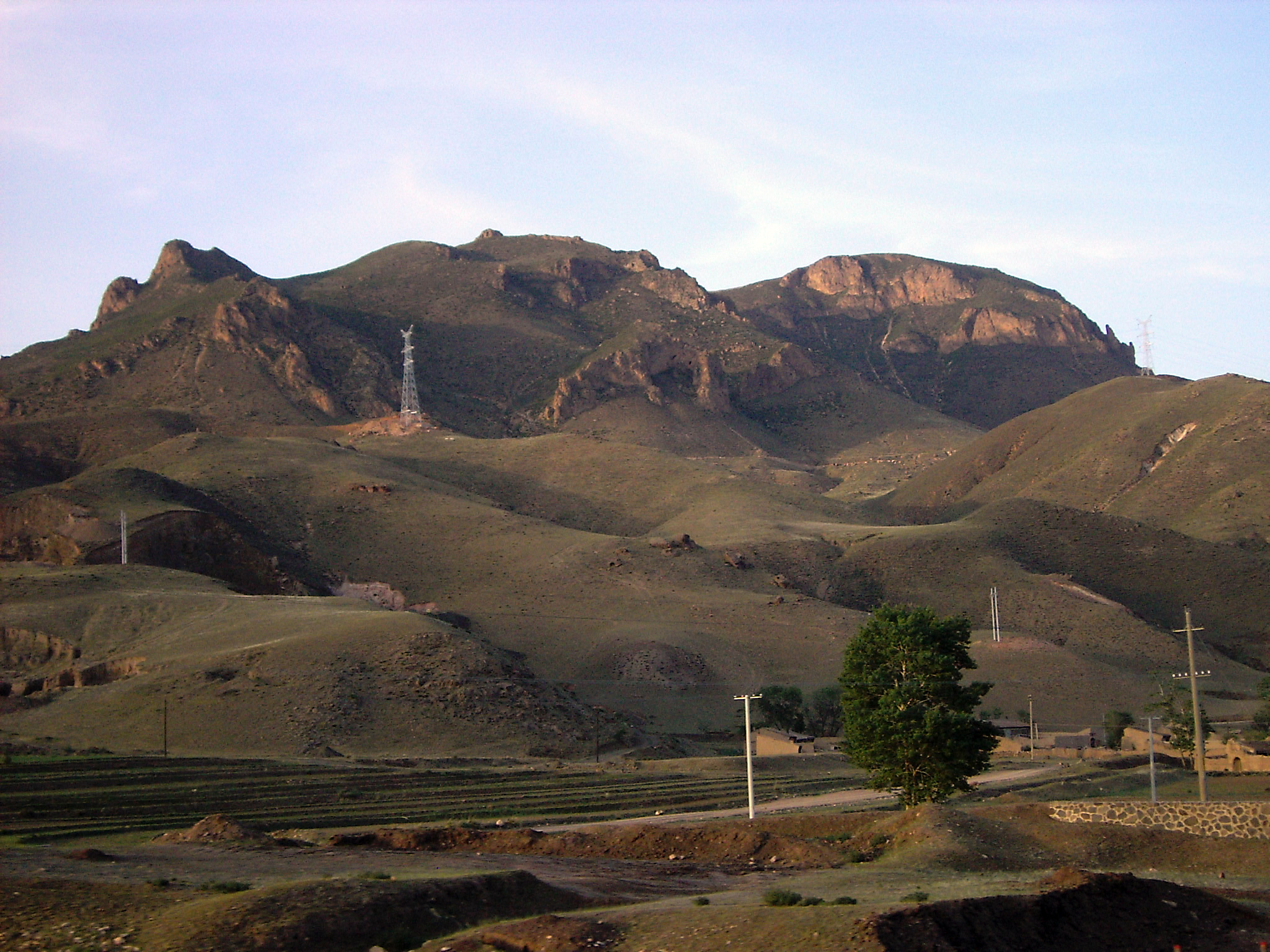
Landschaft im Kreis Zhuozi

Die Stadt Ulanqab setzt sich auf Kreisebene aus einem Stadtbezirk, fünf Kreisen, vier Bannern und einer kreisfreien Stadt zusammen. Diese sind:
- Stadtbezirk Jining (集宁区), 114 km², 260.000 Einwohner (2004), Sitz der Stadtregierung, Verwaltungszentrum;
- Kreis Zhuozi (卓资县), 3.119 km², 230.000 Einwohner (2004), Hauptort: Großgemeinde Zhuozishan (卓资山镇);
- Kreis Huade (化德县), 2.527 km², 160.000 Einwohner, Hauptort: Großgemeinde Changshun (长顺镇);
- Kreis Shangdu (商都县), 4.304 km², 330.000 Einwohner, Hauptort: Großgemeinde Shangdu (商都镇);
- Kreis Xinghe (兴和县), 3.520 km², 300.000 Einwohner, Hauptort: Großgemeinde Chengguan (城关镇);
- Kreis Liangcheng (凉城县), 3.451 km², 230.000 Einwohner, Hauptort: Großgemeinde Daihai (岱海镇);
- Vorderes Qahar-Banner des Rechten Flügels (察哈尔右翼前旗), 2.734 km², 260.000 Einwohner (2004), Hauptort: Großgemeinde Tugin Ul (土贵乌拉镇);
- Mittleres Qahar-Banner des Rechten Flügels (察哈尔右翼中旗), 4.200 km², 210.000 Einwohner (2004), Hauptort: Großgemeinde Hobor (科布尔镇);
- Hinteres Qahar-Banner des Rechten Flügels (察哈尔右翼后旗), 3.803 km², 210.000 Einwohner (2004), Hauptort: Großgemeinde Bayan Qagan (白音察干镇);
- Dörbed-Banner (四子王旗), 24.016 km², 200.000 Einwohner (2004), Hauptort: Großgemeinde Ulan Huva (乌兰花镇);[9]
- Stadt Fengzhen (丰镇市), 2.703 km², 310.000 Einwohner (2004).

## Ethnische Gliederung der Bevölkerung von Ulanqab (2000)
Beim Zensus 2000 wurden 2.284.414 Einwohner gezählt.
| Name des Volkes | Einwohner | Anteil  |
| --------------- | --------- | ------- |
| Han             | 2.203.345 | 96,45 % |
| Mongolen        | 60.064    | 2,63 %  |
| Mandschu        | 11.792    | 0,52 %  |
| Hui             | 7.683     | 0,34 %  |
| Koreaner        | 198       | 0,01 %  |
| Tujia           | 185       | 0,01 %  |
| Miao            | 175       | 0,01 %  |
| Sonstige        | 972       | 0,04 %  |